# Anàlisi de macrocomponents
L'anàlisi de macrocomponents és una de les especialitats de la química que s'ocupa de determinar una substància dissolta en una solució a una concentració tal que pot ésser precipitada per mitjà de l'addició de reactius precipitants ordinaris en una anàlisi quantitativa.
Aquesta especialitat s'utilitza per a la determinació més concreta hidrats de carboni, proteïnes, lípids, aigua i components minoritaris.

## Determinació d'hidrats de carboni
Per a la determinació d'hidrats de carboni, primer de tot s'ha de determinar el valor absolut d'hidrats de carboni totals, és a dir, s'han de determinar els hidrats de carboni solubles, directament reductors o reductors previs a la hidròlisis. Per a obtenir aquesta informació s'han d'aplicar diferents mètodes com seria per exemple el mètode de Fehling-Causse-Bonans,per mètodes enzimàtics o cromatogràfics.

## Determinació de proteïnes
Dins de la determinació de proteínes també trobem la determinació de pèptids i aminoàcids, per tant per a aquesta determinació es pot utilitzar diferents mètodes tal com mètodes no extractius, així anomenat mètode de Kjeldahl, mètodes d'extracció com seria el de biuret i seguidament les determinacions especialitzades per a cada tipus de molècula així com determinació de proteïnes en farines.

## Determinació de lípids
Per a la determinació de lípids com en les anteriors determinacions es troba l'extracció directa però en cada cas hi trobem mètodes diferents amb la mateixa finalitat, per a lípids es farà amb el mètode de Soxhlet, l'extracció per tractament d'àcid, la determinació de lípids en productes lactis. En aquesta determinació també es pot realitzar la caracterització de greixos i olis.